# Anna Phoebe
Anna Phoebe (geboren Anna Phoebe McElligott, Duitsland, 18 februari 1981) is een violiste uit Londen die bekendstaat om haar virtuositeit in vele muziekgenres, waaronder rock, folk, jazz, Keltisch en oosters. Ze speelt een felroze handgemaakte elektrische viool van Violectra.
Phoebe, die een Duitse moeder en een Grieks-Ierse vader heeft, verhuisde op haar vierde naar Groot-Brittannië; ze leerde viool spelen op zevenjarige leeftijd.
Als studiomuzikante heeft Phoebe samengewerkt met onder anderen Nitin Sawhney, LeAnn Rimes, George Michael en P. Diddy. Ze heeft opgetreden in Engelse tv-shows, waaronder Top of the Pops, MTV en The Michael Parkinson Show, maar ook op grote musiekfestivals zoals Glastonbury Festival en The Big Chill.
Vanaf 2004 is Phoebe de String Director en solovioliste van het Trans-Siberian Orchestra, en ze trad toe tot het TSO West Coast Band. Ook in 2006 vervulde ze nog deze rollen, wat haar de eerste soloist van TSO maakt die op zijn minst drie jaar deel maakt van de groep. Met het TSO toert ze elke kerst 3 maanden in de 26 West- en Centraal-Amerikaanse staten, wat overeenkomt met ongeveer 50 optredens voor publieken tot 15.000 man in befaamde arena's.
Phoebe heeft in 2006 haar eerste soloalbum genaamd Gypsy uitgebracht, die ze samen schreef met TSO gitarist Angus Clark, en geproduceerd is door Christian Henson. Dit album kan gezien worden als een mix van rock, techno en oosterse muziek, waarbij Phoebe een centrale rol speelt op haar viool, maar ook ruimte biedt aan de rockband die haar begeleidt. Ze speelt op dit album naast elektrische ook akoestische viool.
In 2008 nam ze haar tweede album genaamd Rise Of The Warrior op, dat begin 2009 uitkwam. Zelf omschreef ze de stijl van dit album als "Rammstein meets Nightwish", en de pers noemde haar het zusje van Apocalyptica. Ze schreef veel nummers samen met Joost van den Broek van After Forever, en naast hen spelen ook Koen Herfst (Bagga Bownz, Xenobia), Sander Gommans (After Forever) en Johan van Stratum (Stream Of Passion) op dit album.
Sinds 2007 is Phoebe regelmatig violiste voor de progressieve rockband Jethro Tull. Daarnaast speelt ze soms met de band Oi Va Voi.

## Discografie
- Gypsy (2006)
- Rise Of The Warrior (2009)